# Арсеновичи
Арсеновичи (укр. Арсеновичі) — село в Велицкой сельской общине Ковельского района Волынской области Украины.
Код КОАТУУ — 0722188603. Население по переписи 2001 года составляет 281 человек. Почтовый индекс — 45083. Телефонный код — 3352. Занимает площадь 1,006 км².